# ناکاتوسا، کوچی
ناکاتوسا، کوچی (به لاتین: Nakatosa, Kōchi) یک منطقهٔ مسکونی در ژاپن است که در استان کوچی واقع شده‌است. ناکاتوسا  ۸٬۴۳۴ نفر جمعیت دارد.